# Велики поморник
Велики поморник (лат. Stercorarius skua) врста је морске птице из породице поморника.

## Опис
Велики поморник је дуг 50–58 центиметара са распоном крила 125–140 центиметара. Одрасла јединка је смећкастосива, са црном капом, а младунци су смеђи без пруга. Реп му је кратак и туп, док му је лет директан и снажан.

## Порекло
Генетска истраживања су пронашла изненађујуће сличности између великог поморника и широрепог поморника, упркос разликама у изгледу. Многи орнитолози верују да велики поморник потиче од хибрида између широрепог поморника и једне од врста поморника са јужне хемисфере, или да је широрепи поморник еволуирао од хибрида великог поморника и неке од мањих арктичких врста.

## Размножавање
Велики поморник се размножава на Исланду, у Норвешкој, на Фарским и Шкотским острвима, са неколико њих у унутрашњости Шкотске. Размножава се на каменитим острвима и обично женка снесе два пегава маслинастосмеђа јајета у гнездо обложено травом. Као и други поморници, лети око главе човека или другог уљеза који прилази гнезду. Иако не може да нанесе озбиљне повреде, такво искуство са птицом те величине је ужасавајуће. Селица је и зимује на мору у Атлантском океану и често долази до северноамеричких водених токова. Понекад долута до медитеранских земаља (на пример Турске).

## Исхрана
Ова птица једе углавном рибу, коју често краде од галебова, чигри, па чак и блуна. Такође директно напада и убија друге морске птице. Као и код већине других врста, целе године се овако понаша и показује мању окретност и већу снагу од мањих поморника када напада друге птице. Уобичајена техника је да долети до блуне у лету и ухвати је, тако да она падне у море, где је поморник напада док она не преда свој улов. Такође једе изнутрице, јаја, бобице и стрвине. Због своје величине, агресивног понашања и самообране, велики поморник се углавном не плаши других грабљивица. Младунци могу да постану плен пацовима, мачкама или арктичким лисицама, а здраве одрасле могу да угрозе само сури орао и белорепан.